# Liste des municipalités de l'État de l'Espírito Santo
Liste des villes de l'État de l'Espírito Santo, au Brésil. L'État de l'Espírito Santo, au Brésil compte 78 municipalités (municípios en portugais).

## Municipalités

### A/I
- Afonso Cláudio
- Águia Branca
- Água Doce do Norte
- Alegre
- Alfredo Chaves
- Alto Rio Novo
- Anchieta
- Apiacá
- Aracruz
- Atílio Vivácqua

- Baixo Guandu
- Barra de São Francisco
- Boa Esperança
- Bom Jesus do Norte
- Brejetuba

- Cachoeiro de Itapemirim
- Cariacica
- Castelo
- Colatina
- Conceição da Barra
- Conceição do Castelo

- Divino de São Lourenço
- Domingos Martins
- Dores do Rio Preto

- Ecoporanga

- Fundão

- Governador Lindenberg
- Guaçuí
- Guarapari

- Ibatiba
- Ibiraçu
- Ibitirama
- Iconha
- Irupi
- Itaguaçu
- Itapemirim
- Itarana
- Iúna

### J/V
- Jaguaré
- Jerônimo Monteiro
- João Neiva

- Laranja da Terra
- Linhares

- Mantenópolis
- Marataízes
- Marechal Floriano
- Marilândia
- Mimoso do Sul
- Montanha
- Mucurici
- Muniz Freire
- Muqui

- Nova Venécia

- Pancas
- Pedro Canário
- Pinheiros
- Piúma
- Ponto Belo
- Presidente Kennedy

- Rio Bananal
- Rio Novo do Sul

- Santa Leopoldina
- Santa Maria de Jetibá
- Santa Teresa
- São Domingos do Norte
- São Gabriel da Palha
- São José do Calçado
- São Mateus
- São Roque do Canaã
- Serra
- Sooretama

- Vargem Alta
- Venda Nova do Imigrante
- Viana
- Vila Pavão
- Vila Valério
- Vila Velha
- Vitória (capitale de l'État de l'Espírito Santo)

## Sources
- Infos supplémentaires (cartes simple et en PDF, et informations sur l'État).
- Infos sur les municipalités du Brésil
- Liste alphabétique des municipalités du Brésil